# You Wanted the Best, You Got the Best
You Wanted the Best, You Got the Best!! – album kompilacyjny amerykańskiej grupy rockowej KISS wydany w czerwcu 1996 roku.

## Utwory
1. „Room Service" (Paul Stanley) – 3:38
2. „Two Timer" (Gene Simmons) – 3:15
3. „Let Me Know" (Stanley) – 3:38
4. „Rock Bottom" (Ace Frehley, Stanley) – 3:33
5. „Parasite" (Frehley) – 3:37
6. „Firehouse" (Stanley) – 4:00
7. „I Stole Your Love" (Stanley) – 3:32
8. „Calling Dr. Love" (Simmons) – 3:35
9. „Take Me" (Delaney, Stanley) – 3:06
10. „Shout It Out Loud" (Bob Ezrin, Simmons, Stanley) – 3:14
11. „Beth" (Peter Criss, Ezrin, Stan Penridge) – 2:33
12. „Rock and Roll All Nite" (Simmons, Stanley) – 4:01
13. „Kiss Tells All" (Kiss, Jay Leno) – 17:34